# Jan Zygmunt Skrzynecki
Jan Zygmunt Skrzynecki herbu Bończa (ur. 8 lutego 1787 w Żebraku k. Siedlec, zm. 12 stycznia 1860 w Krakowie) – polski wojskowy, uczestnik wojen napoleońskich, generał armii polskiej i belgijskiej, wódz naczelny powstania listopadowego.

## Życiorys

### Młodość i edukacja
Urodził się w niezamożnej rodzinie jako syn Jana, rotmistrza w konfederacji barskiej, oraz Zuzanny z Mroczków. Miał dwie siostry: Teklę i Magdalenę, a także starszego brata Józefa. Wychowywał się w Cergowej koło Dukli, gdzie jego ojciec był dzierżawcą niewielkiego majątku. Uczył się w szkołach w Dukli, Jaśle, a później wraz z bratem Józefem uczęszczał do gimnazjum w Przemyślu. Następnie, w latach 1802–1805, kształcił się na Uniwersytecie Lwowskim. Pracował jako nauczyciel domowy. Chciał wraz z bratem wstąpić do Legionów Polskich we Włoszech, jednak pomysłowi temu sprzeciwiał się ojciec, który planował umieścić synów w akademii wojskowej w Dreźnie bądź Wiedniu.

### Wojny napoleońskie
W 1806 Jan Skrzynecki wraz ze swym bratem udali się do Warszawy, a następnie do Łowicza, gdzie w grudniu tegoż roku obaj zaciągnęli się do 1 pp formującej się wówczas Armii Księstwa Warszawskiego. Jan Skrzynecki szybko awansował; w styczniu 1807 na stopień sierżanta, w lutym na starszego sierżanta, w marcu na podporucznika, zaś 28 kwietnia mianowany został porucznikiem. Walczył w bitwach pod Pułtuskiem, Gołyminem i Pruską Iławą.
Następnie w 1809 w czasie wojny polsko-austriackiej służył wraz z bratem w korpusie księcia Józefa Poniatowskiego, brał udział w obronie Sandomierza, a także w starciach pod Raszynem oraz Ostrówkiem. Za tę ostatnią potyczkę otrzymał Krzyż Złoty Orderu Virtuti Militari.
Po zakończeniu walk na okres kilku miesięcy został adiutantem w sztabie generała Jana Henryka Dąbrowskiego. W czerwcu bądź lipcu 1809 awansował na kapitana i został przeniesiony do 16 pp. W 1811 u księcia Adama Czartoryskiego zabiegał o skierowanie do służby dyplomatycznej.
W 1812 roku uczestniczył w wyprawie na Moskwę. Jako dowódca kompanii brał udział w bitwach pod Smoleńskiem, Borodino, Czyrikowem, Małojarosławcem, Wiaźmą, Krasnym i nad Berezyną. Za waleczność pod Borodino, gdzie odpierał na czele grupy grenadierów natarcia znacznie liczniejszej kawalerii wroga, udekorowany został Krzyżem Kawalerskim Virtuti Militari.
W styczniu 1813, po powrocie do Polski, otrzymał nominację na szefa batalionu w 14 pp. W lutym odznaczony wstążką Krzyża Złotego Polskiego za „piękne czyny przynoszące chlubę pułkowi 16. w kampanii moskiewskiej”.
Wziął udział w kampanii saskiej. Po bitwie pod Dreznem awansował na majora. Odniósł rany w starciu pod Lipskiem, po czym walczył jeszcze pod Hanau.
W lipcu 1813 otrzymał Krzyż Kawalerski, zaś w marcu 1814 Krzyż Oficerski Legii Honorowej. W 1814 brał udział w walkach na terytorium Francji, w bitwie pod Arcis-sur-Aube zagrożony atakiem jazdy nieprzyjaciela Napoleon schronił się wewnątrz tworzonego przez Pułk Nadwiślański czworoboku, którym dowodzili Skrzynecki i Paweł Muchowski. Opinia publiczna, wyolbrzymiając nieco zasługi Skrzyneckiego, jemu właśnie przypisywała ocalenie Cesarza Francuzów od śmierci bądź niewoli.

### W Królestwie Polskim

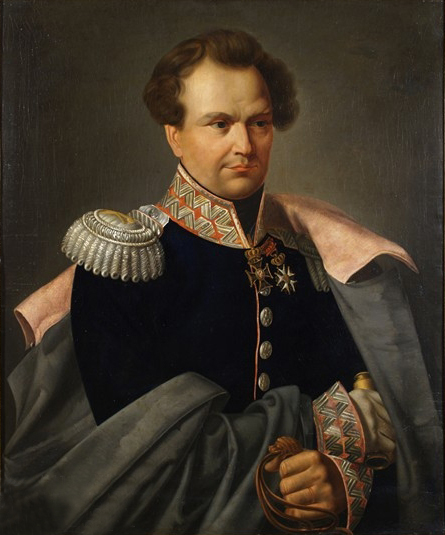
Skrzynecki na portrecie Franciszka Pfanhausera (lata 30. XIX wieku)

Po kongresie wiedeńskim wstąpił do Wojska Polskiego Królestwa Kongresowego, w czerwcu 1815 otrzymał stopień podpułkownika. W 1818 przejął dowództwo nad 8 Pułkiem Piechoty Liniowej, zaś w październiku 1820 awansowany został do rangi pułkownika. W 1824 był członkiem sądu wojskowego, który zajmował się sprawą Waleriana Łukasińskiego oraz członków Towarzystwa Patriotycznego. Początkowo, jako jedyny z sędziów, głosował za uniewinnieniem oskarżonych, ostatecznie złamał się pod naciskiem księcia Konstantego i przychylił do wyroku, podpisując akt skazujący. Wydarzenie to miało złamać Skrzyneckiego. W czerwcu 1829 roku odznaczony został Orderem Świętej Anny drugiej klasy.
W czasie pokoju, chcąc uchodzić za arystokratę, wiele czasu poświęcał rozwijaniu swoich zainteresowań pozawojskowych; prenumerował prasę angielską i francuską, czytał o filozofii, religii, prowadził dysputy polityczne. Był członkiem loży wolnomularskiej Bracia Zjednoczeni. Sam książę Konstanty oceniał go nieprzychylnie, twierdząc, iż Skrzynecki jest marnym dowódcą i zaniedbuje obowiązki służbowe. W 1830 został nagrodzony Znakiem Honorowym za 20 lat służby.
Ożenił się z Amelią Skrzyńską (1799–1876), córką Antoniego Zaremby Skrzyńskiego i Amelii z Gołuchowskich. Mieli dwie córki: Jadwigę Anielę Karolinę oraz Zofię, obie niezamężne.

### Powstanie listopadowe

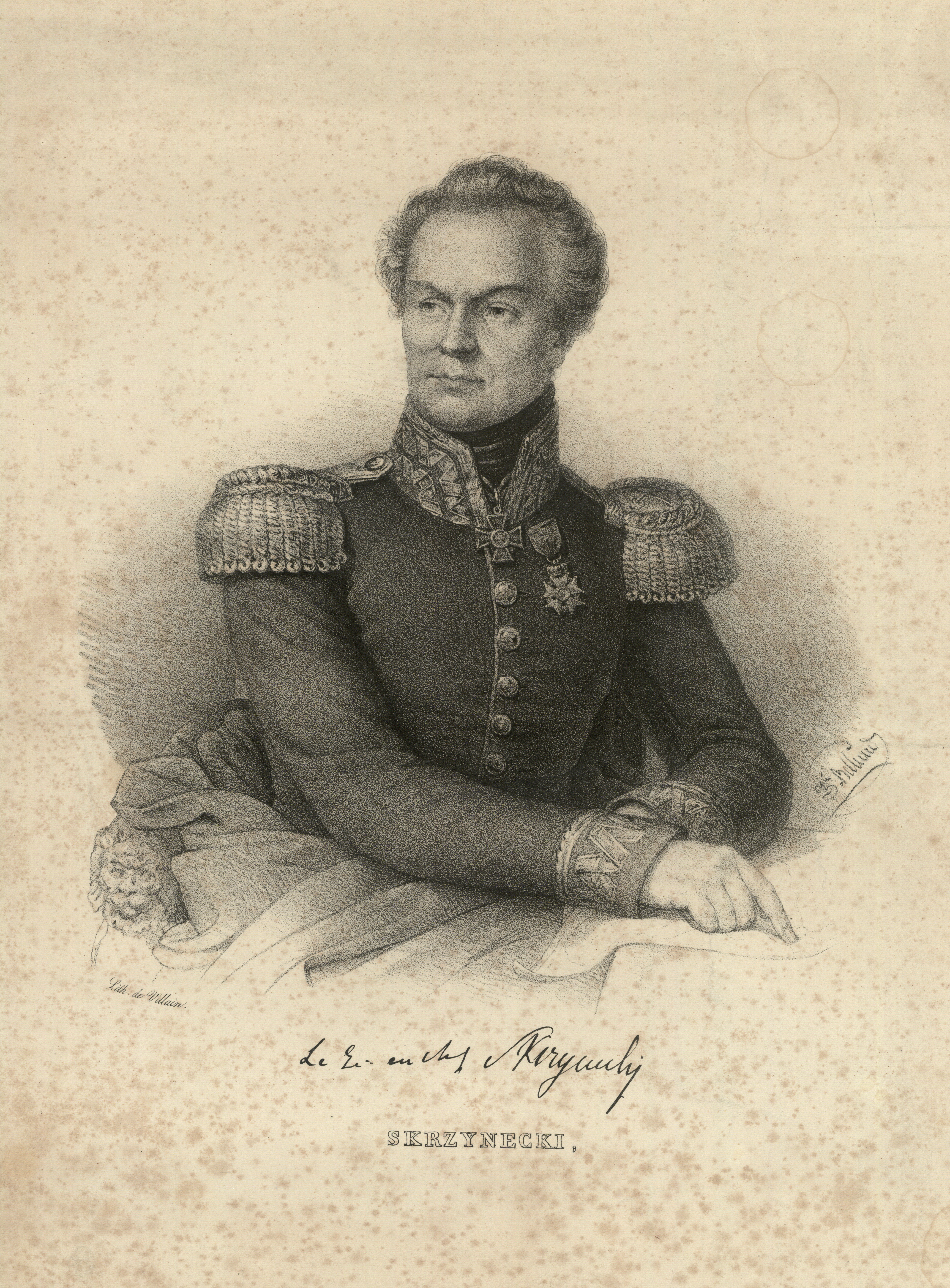
Skrzynecki na litografii François le Villain (ok. 1832–1837)

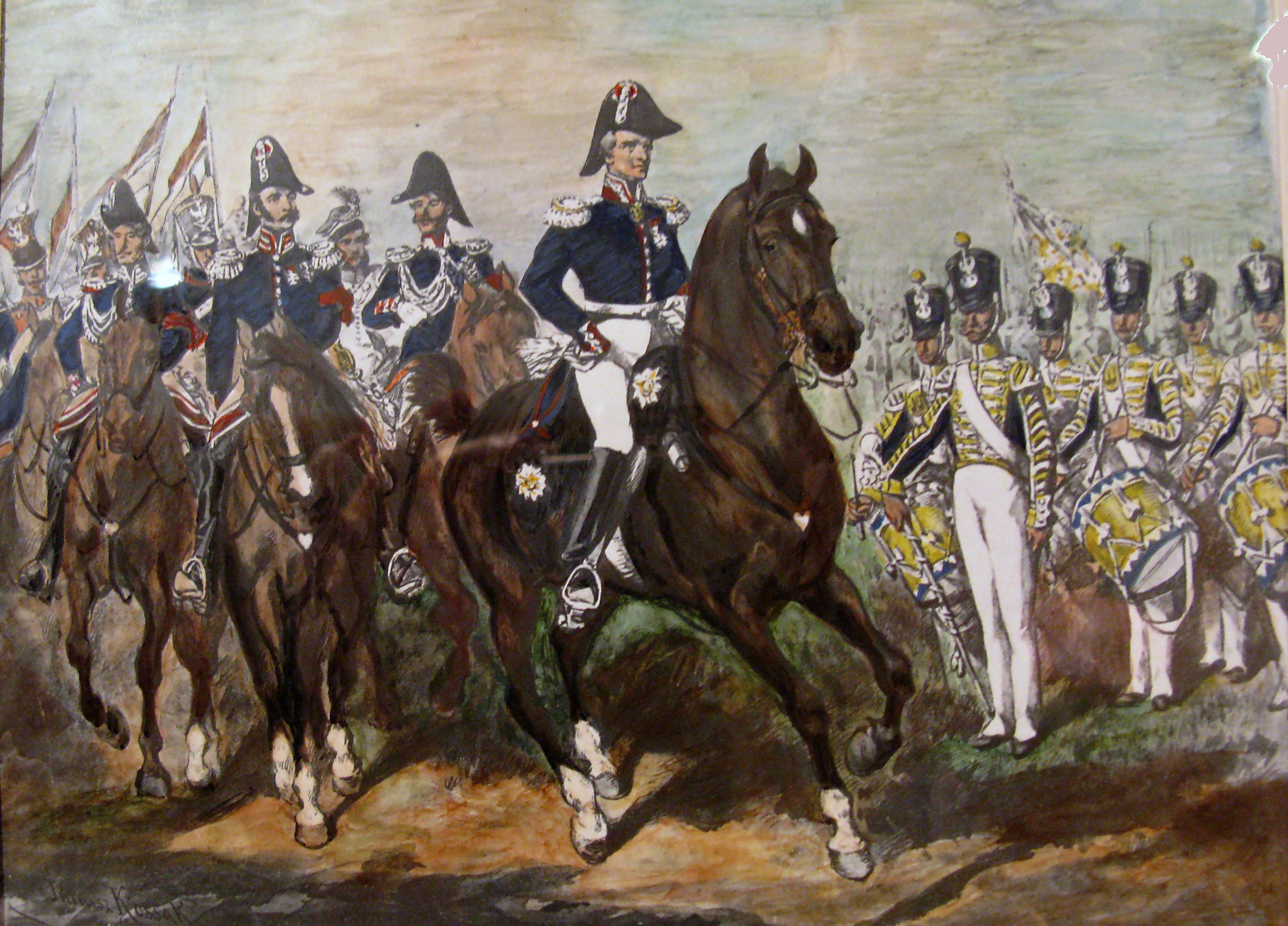
Generał Skrzynecki ze sztabem, mal. Juliusz Kossak, 1886

Francuski plakat przedstawiający Skrzyneckiego jako dowódcę armii polskiej w czasie powstania listopadowego (1831)

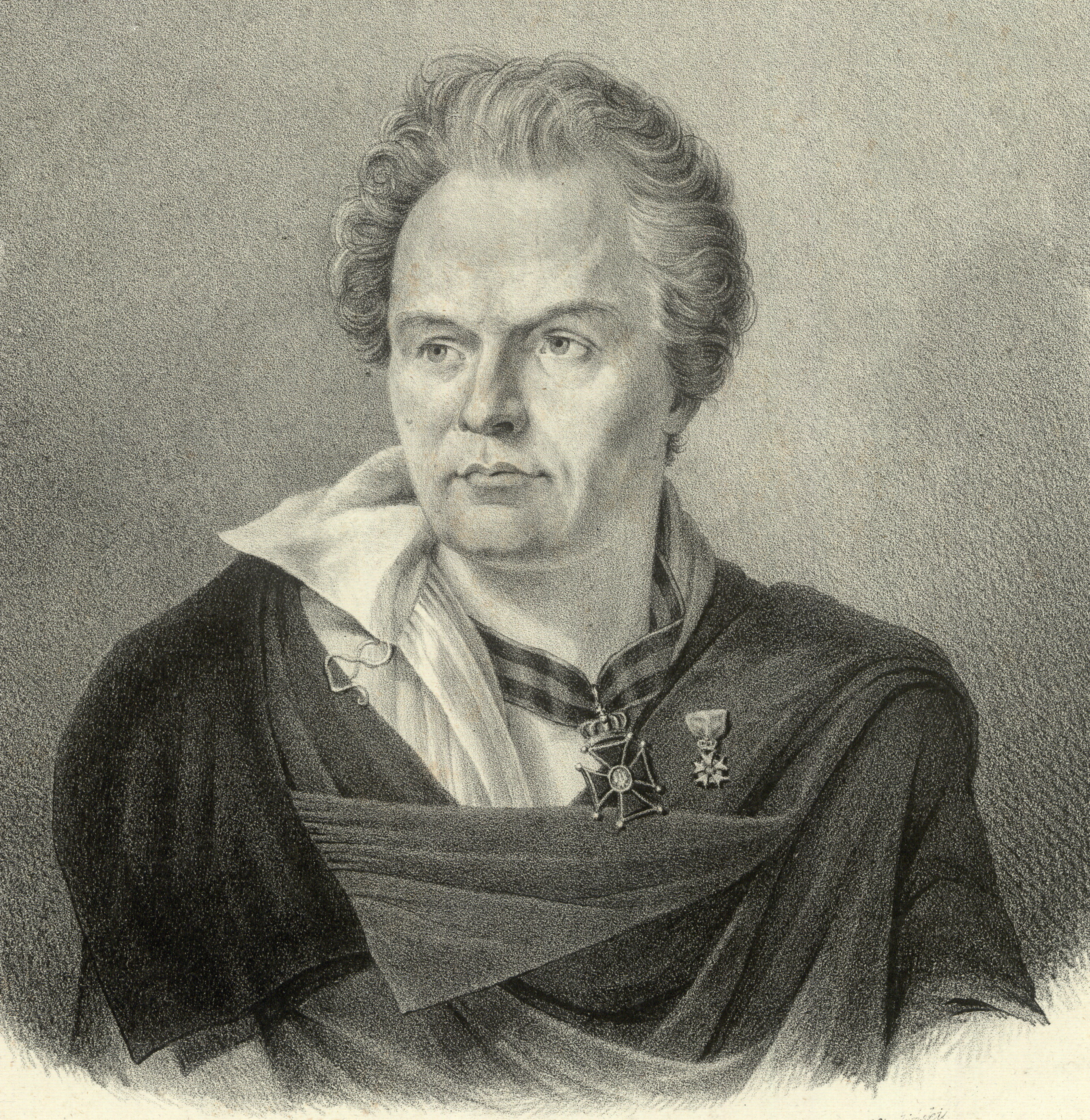
Skrzynecki na litografii Jana Nepomucena Żylińskiego (ok. 1831)

Pierwsze dni powstania listopadowego spędził w Warszawie. 3 grudnia 1830, na wezwanie generała Józefa Chłopickiego, wprowadził swój pułk na teren miasta i opowiedział się po stronie sił powstańczych. W połowie grudnia wyruszył do Zegrza, w którego rejonie polecono mu rozmieszczenie wojsk do ochrony szlaków komunikacyjnych.
3 lutego 1831 został mianowany generałem brygady i objął dowództwo 3 Dywizji Piechoty. W bitwie pod Dobrem zadał straty liczniejszej armii generała Rosena. W raporcie dla księcia Adama J. Czartoryskiego przesadnie oceniał wartość polskiego zwycięstwa, twierdząc, iż starł się z głównymi oddziałami wroga dowodzonymi przez Iwana Dybicza.
Podczas bitwy o Olszynkę Grochowską dywizja Skrzyneckiego z początku znajdowała się w odwodzie, później jednak generał przystąpił do akcji, zajmując wieś z pomocą swoich 11 batalionów. Jego siły zostały wyparte przez 23 bataliony pod komendą hrabiego Piotra Piotrowicza Pahlena. Gdy Chłopicki został raniony, Skrzynecki przejął dowództwo. W końcowej fazie boju jego dywizja osłaniała odwrót oddziałów polskich w kierunku Pragi.
Bezpośrednio po tej bitwie, 26 lutego 1831, powołana przez Rząd Narodowy rada wojskowa, pod naciskiem faworyzującego Skrzyneckiego księcia Adama Czartoryskiego, mianowała go wodzem naczelnym powstania w miejsce Michała Radziwiłła. Tego samego dnia nominację jednomyślnie zatwierdził Sejm. Adiutantem Skrzyneckiego był Józef Jakubowski – podporucznik odznaczony 2 czerwca 1831 Złotym Krzyżem Virtuti Militari.
Swoje działania jako dyktator Skrzynecki rozpoczął od zmian personalnych na poszczególnych stanowiskach. Wojciecha Chrzanowskiego mianował szefem sztabu, zaś Ignacego Prądzyńskiego kwatermistrzem generalnym. Na stanowiska dowódców poszczególnych dywizji powołał wiernych sobie oficerów: Macieja Rybińskiego, Antoniego Giełguda, Kazimierza Małachowskiego i Henryka Milberga. Zreorganizował armię polską, której stan liczebny w marcu 1831 szacowano już na 70 tysięcy żołnierzy i 144 działa.
Według niektórych historyków Skrzynecki nie wierzył w powodzenie powstania. Bez zezwolenia Rządu Narodowego, przekraczając swoje kompetencje, próbował pertraktować z głównodowodzącym siłami przeciwnika Iwanem Dybiczem. Rokowania zostały zerwane przez stronę rosyjską.

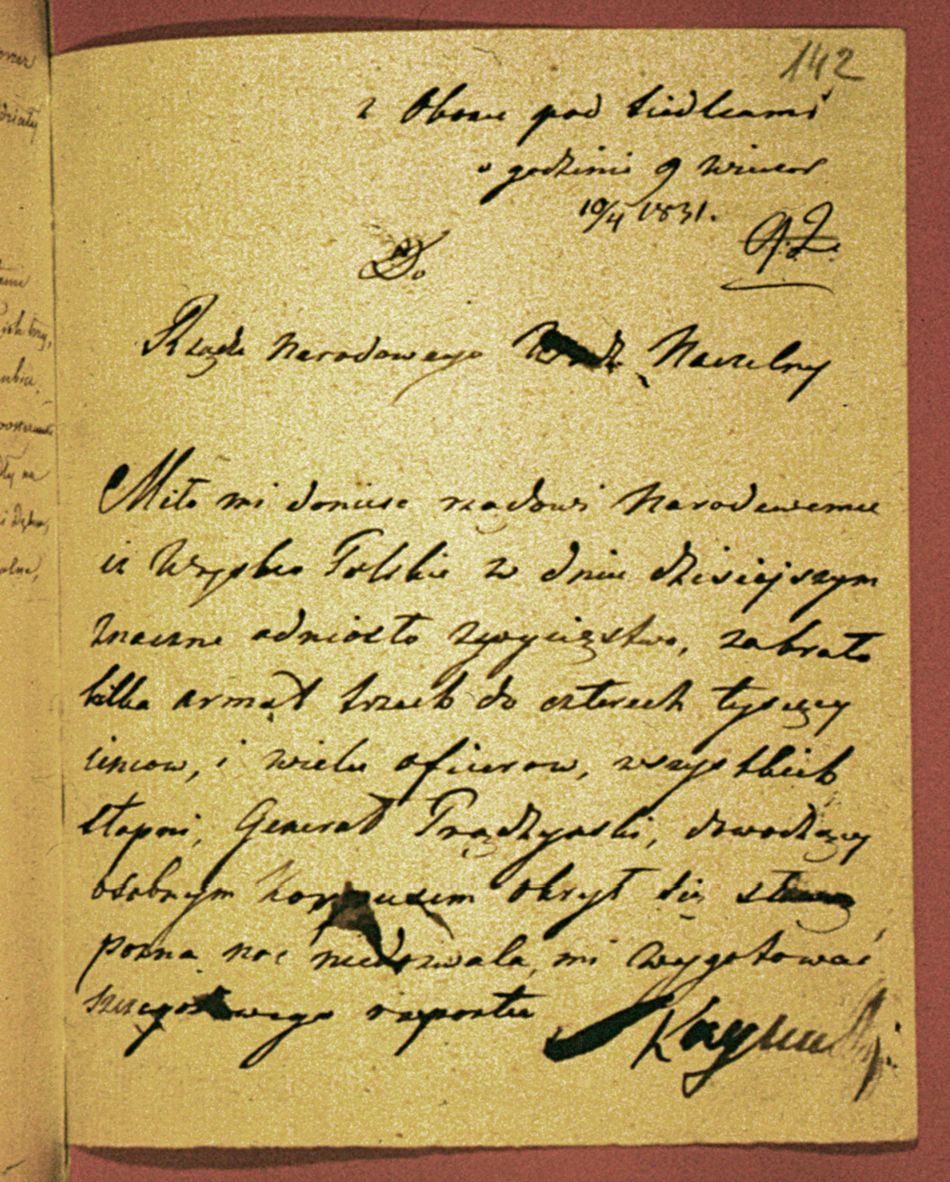
Notatka Jana Skrzyneckiego dla Rządu Narodowego o zwycięstwie w bitwie pod Iganiami i roli gen. Ignacego Prądzyńskiego, 10 kwietnia 1831

Na przełomie marca i kwietnia, mimo początkowych zastrzeżeń, wykonał plan ofensywy na odsłonięte oddziały generałów Geismera i Rosena opracowany przez Ignacego Prądzyńskiego. Skrzynecki osobiście dowodził w zwycięskich dla Polaków bitwach pod Wawrem i Dębem Wielkim, po których otrzymał Krzyż Komandorski Virtuti Militari (jako jedyna osoba w powstaniu uhonorowana tą klasą orderu) i zdobył popularność w Wojsku Polskim; na jego cześć pisano wiersze oraz poematy (np. Bruno Kiciński, Rajnold Suchodolski), wykonywano „Mazurek Skrzyneckiego” do melodii „Mazurka Dąbrowskiego” z refrenem Marsz, marsz, cna młodzi, Skrzynecki dowodzi!, zaś na deskach Teatru Narodowego odegrano jemu ofiarowany marsz tryumfalny autorstwa Ignacego Feliksa Dobrzyńskiego. Udane manewry entuzjastycznie oceniała liberalna prasa zachodnioeuropejska, w szczególności belgijska.
2 kwietnia Skrzynecki zdecydował się na wstrzymanie ofensywy i pościgu za wycofującym się wrogiem. Nie wykonywał ruchu, oczekując biernie na informacje o posunięciach oddziałów nieprzyjaciela. Nie był przekonany do nowego planu przedstawionego przez Prądzyńskiego, zakładającego ostateczne rozbicie sił Rosena, zdobycie Siedlec oraz atak na armię Dybicza. 10 kwietnia Prądzyński w stoczonej bitwie pod Iganiami odniósł zwycięstwo nad korpusem Rosena. Po tej akcji Skrzynecki już nigdy nie powierzył Prądzyńskiemu samodzielnego dowództwa w starciu, widząc w nim prawdopodobnie potencjalnego konkurenta. Nie podjął próby zdobycia Siedlec, tak jak proponował Prądzyński, a zarządził odwrót.
Kolejne konkretne działania wojenne dyktator zainicjował dopiero po miesiącu. Zgodnie z rekomendacją Prądzyńskiego wyruszył z 44-tysięczną armią polską z celem zaatakowania dwukrotnie mniej licznego korpusu gwardii cesarskiej księcia Michała Pawłowicza. Jednak 17 maja, zamiast wydać bitwę, zatrzymał się w rejonie Śniadowa, co pozwoliło nieprzyjacielowi oddalić się na wschód, w kierunku Białegostoku. Skrzynecki zwlekał z zarządzeniem pościgu niemal dwie doby, a gdy już to uczynił, siły polskie były zmuszone do wycofania ze względu na fakt zmierzającej od południa armii Dybicza. 25 maja wódz naczelny przystąpił do przeprawy przez Narew, a dzień później stanął na czele powstańców w przegranym walnym starciu pod Ostrołęką. Bitwa przyniosła obu stronom duże straty, jednak poprzez nieefektywne i narażone na intensywny ostrzał ze strony wroga próby odparcia Rosjan do rzeki Skrzynecki musiał wycofać się w kierunku Warszawy. Odwrót powiódł się głównie dzięki błyskotliwej szarży generała Józefa Bema. W ten sposób od sił głównych odcięty został korpus gen. Antoniego Giełguda. Otrzymał on rozkaz przebicia się na wschód, by wspomóc powstanie na Litwie.
Po powrocie do Warszawy generałowie Jan Krukowiecki oraz Jan Nepomucen Umiński przedłożyli rządowi pisma, w których ostro krytykowali Skrzyneckiego, oskarżając go m.in. o demoralizację armii i obarczając winą za zwłokę pod Śniadowem i odcięcie Giełguda. W reakcji na zarzuty wódz naczelny zażądał odebrania Krukowieckiemu funkcji gubernatora Warszawy, ten jednak sam wystąpił o dymisję, której mu udzielono.
Równocześnie Skrzynecki, związany raczej z obozem konserwatystów i faworyzowany przez księcia Adama Czartoryskiego, rozpoczął rozmowy z posłami reprezentującymi środowiska liberalne, starając się zdobyć ich poparcie. Pod koniec maja na wniosek Jana Ledóchowskiego Sejm wyraził uznanie dla dyktatora powstania i wysłał do jego obozu na Pradze delegację z adresem hołdowniczym. Skrzynecki w odpowiedzi skrytykował Rząd Narodowy, wytykając mu brak jedności, marnowanie środków i słabe zaopatrywanie wojska w żywność, wyrażając równocześnie swój negatywny stosunek do całkowitej swobody druku. Według Stanisława Barzykowskiego Skrzynecki próbował w ten sposób odciągnąć uwagę opinii publicznej od własnych niepowodzeń, czyniąc z Rządu kozła ofiarnego.
Zatarg o reformę Rządu Narodowego zwrócił przeciw Skrzyneckiemu opinię publiczną. Członkowie Towarzystwa Patriotycznego uważali, iż wódz naczelny dąży do całkowitego obalenia Rządu i przejęcia władzy absolutnej. Ostatecznie w czerwcu Sejm odrzucił zaproponowane przez Ledóchowskiego zmiany.
Skrzynecki, łamiąc zasadę starszeństwa, dokonał roszad w armii, zastępując dotychczasowych, doświadczonych dowódców armii polowej młodszymi generałami, u których miał poparcie. Nastroje w wojsku pogorszyła dodatkowo nieudana ofensywa czerwcowa, kiedy poprzez błędy taktyczne strony polskiej korpus generała Rydygiera uniknął walki z głównymi siłami Antoniego Jankowskiego, a w bitwie pod Budziskami pokonał znacznie mniej liczny oddział Karola Turny. Część prasy w coraz mocniejszych słowach krytykowała Skrzyneckiego i jego postawę. Generał nie pozostawał dłużny, cytując wypowiedź Benjamina Franklina: „Tam, gdzie jest wolność druku, a nie ma praw powściągających – jest wolność kija”.
Iwan Paskiewicz, który objął główne dowództwo nad siłami rosyjskimi po śmierci Dybicza, z początkiem lipca rozpoczął zakrojony na szeroką skalę manewr z celem zdobycia Warszawy. Skrzynecki tkwił w marazmie, obojętny na apele Rządu Narodowego o bardziej zdecydowane działania. Tymczasem 21 lipca wojska Paskiewicza przekroczyły Wisłę koło Torunia i rozpoczęły marsz na stolicę.
Z inicjatywy posła Józefa Świrskiego, 9 sierpnia, do kwatery głównej wodza naczelnego w Bolimowie została wysłana delegacja, która po zbadaniu okoliczności miała zdecydować o ewentualnym odebraniu Skrzyneckiemu uprawnień dyktatora. 10 sierpnia członkowie delegacji, po przeprowadzeniu wywiadów z wyższymi oficerami (z których 20 opowiedziało się za Skrzyneckim, 21 przeciw, a 18 nie sprecyzowało opinii), postanowili usunąć wodza naczelnego ze stanowiska, w jego miejsce powołując tymczasowo Henryka Dembińskiego.
Ze względu na napiętą atmosferę i pogróżki kierowane z różnych stron pod jego adresem, Skrzynecki potajemnie wycofał się z armii 17 sierpnia, ukrywając się w Warszawie. 8 września, z pomocą Andrzeja Horodyskiego, wydostał się ze stolicy w przebraniu lokaja, a następnie udał się do Wolnego Miasta Kraków, gdzie przechowywali go kolejno Franciszek Wężyk oraz Karol Skórkowski. Później pod fałszywym nazwiskiem Staniszewski przebywał na Wawelu wśród starców i kalek Towarzystwa Dobroczynności. 22 września przekroczył granicę Galicji przez krakowski most Podgórski, udając się na emigrację.

### Emigracja i służba w Belgii

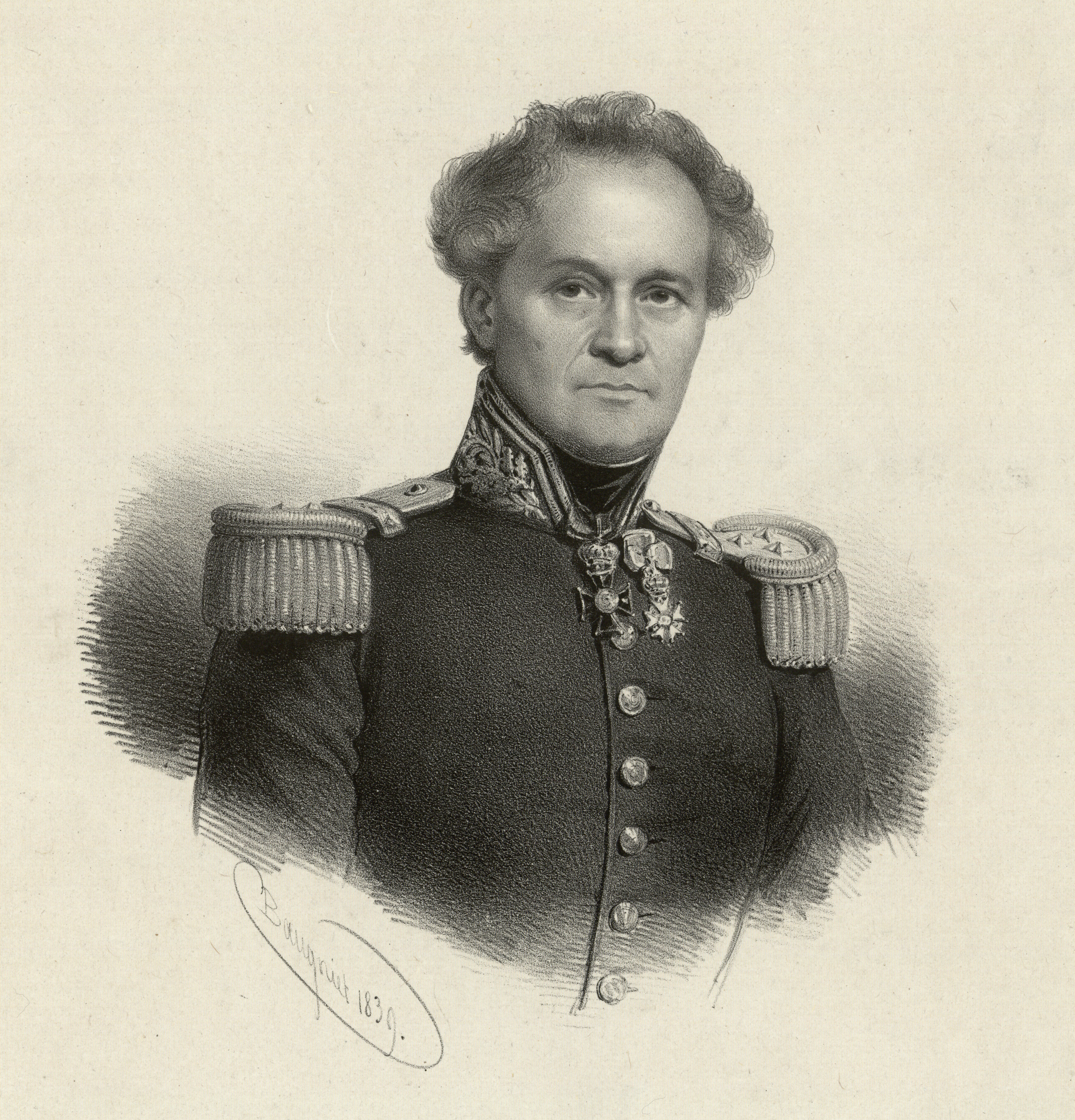
Skrzynecki w czasie służby w armii belgijskiej, litografia Charlesa Baugniet

Niezwłocznie oddał się pod opiekę konsula austriackiego. Władze internowały go w Linzu. W 1832 otrzymał zezwolenie na kilkumiesięczny pobyt w uzdrowiskach Karlowe Wary oraz Teplice, a następnie na zamieszkanie w Pradze, gdzie znajdował się pod nadzorem policyjnym. Żył skromnie, prenumerując jednak wciąż francuską prasę i utrzymując kontakty z przebywającymi w mieście przyjaciółmi. To w Pradze Skrzynecki poznał pisarza Charles’a de Montalembert, z którym zaprzyjaźnił się i do końca swoich dni utrzymywał obszerną korespondencję. Montalembert określił później generała mianem swojego „ojca duchowego”. W 1834 roku skazany przez władze rosyjskie na ścięcie za udział w powstaniu listopadowym. W 1835 w Paryżu wydana została broszura jego autorstwa zatytułowana Mes erreurs (Moje błędy).
Dzięki zabiegom dyplomatycznym Montalemberta i jego teścia, w listopadzie 1838 Leopold I Koburg wydał rozporządzenie umożliwiające Skrzyneckiemu wstąpienie do armii belgijskiej. Skrzynecki zbiegł z Pragi przy pomocy stronnictwa Czartoryskiego. 13 stycznia 1839 przekroczył bramę miejską jako służący niejakiego Hermana Bacha, za którego podawał się Ludwik Bystrzonowski. Przez Drezno, Lipsk oraz Hamburg dostał się do Londynu, tam zaś spotkał się z księciem Czartoryskim. Następnie udał się do Brukseli, gdzie 1 lutego wstąpił do belgijskiego wojska. Po trzech dniach służby otrzymał nominację na generała dywizji.
Udana ucieczka Skrzyneckiego z Pragi była przyczyną irytacji władz austriackich. Kanclerz Klemens von Metternich oskarżył generała o wiarołomstwo, stwierdzając, iż ten przyrzekł nie opuszczać terytorium państwa. Skrzynecki odpowiedział, że dał jedynie słowo na zaniechanie jakiejkolwiek działalności politycznej w miejscu swojego pobytu. Sprawa zyskała rozgłos międzynarodowy, a dyplomacja austriacka zażądała wydalenia Skrzyneckiego. Premier i minister spraw zagranicznych Barthélémy de Theux odrzucił roszczenie, co przyczyniło się do zerwania stosunków dyplomatycznych na krótki czas Belgii z Austrią i Prusami. Konflikt udało się wkrótce zażegnać, a władze austriackie wydały rodzinie Skrzyneckiego paszporty.
W latach 30. XIX wieku pełnił funkcję głównodowodzącego armii belgijskiej.

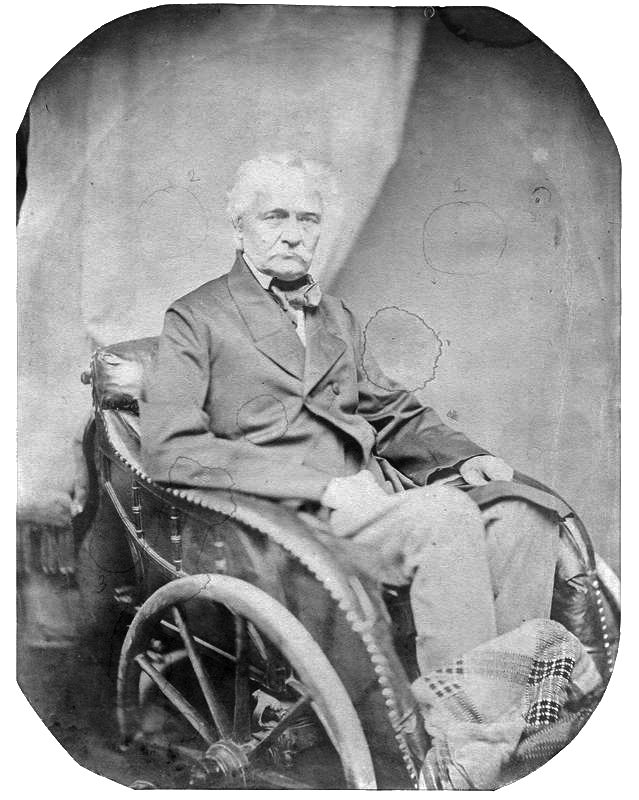
Portret generała w podeszłym wieku

Również w czasie pobytu w Brukseli generał utrzymywał szerokie stosunki towarzyskie – m.in. latem 1846 rodzinę Skrzyneckich odwiedził Cyprian Norwid. W wojsku belgijskim Skrzynecki służył do października 1848, po czym przeszedł na emeryturę, której wysokość wynosiła 7560 franków rocznie.

### Ostatnie lata
W 1850 jego żona wraz z córkami przeniosły się do Krakowa, sam Skrzynecki zdecydował się na taki krok dopiero w 1857, gdy ogłoszono amnestię dla emigrantów. Po powrocie utrzymywał dom otwarty. Niechętnie wracał w rozmowach do czasów powstania, nigdy nie skończył spisywać wspomnień.
Skrzynecki zmarł w Krakowie w styczniu 1860. W pogrzebie wzięło udział kilkanaście tysięcy osób. Początkowo pochowany został na cmentarzu Rakowickim, jednak w 1865 jego szczątki przeniesiono do kaplicy Jezusa Ukrzyżowanego w kościele Świętej Trójcy w Krakowie, gdzie postawiono pomnik nagrobny autorstwa Władysława Oleszczyńskiego.

## Upamiętnienie
Jego imieniem nazwano ulice m.in. w Krakowie, Warszawie, Siedlcach, Częstochowie i Jarosławiu.
W 2007 roku w Alei Chwały w Olszynce Grochowskiej odsłonięto kamień z wmurowaną płytą upamiętniającą Skrzyneckiego.

## Ocena postaci
W bardzo krytycznych i potępiających słowach opisał Skrzyneckiego w monografii Szanse powstania listopadowego Jerzy Łojek, określając go „żałosnym indywiduum, które miało zniweczyć cały wysiłek narodowy”. Autor stwierdzał:

Był po prostu dowódczym antytalentem. Brakowało mu elementarnego wojskowego wykształcenia, inteligencji, orientacji, samokrytycyzmu, odwagi podejmowania decyzji, zaufania do współpracowników. Pożerała go natomiast ambicja, roznosił snobizm. (...) Niedostatki socjalnego pochodzenia starał się gorliwie nadrobić krańcowym, zgoła maniackim obskurantyzmem i wstecznictwem.

Według Łojka generał znany był z okrucieństwa dla podwładnych, stosował metody policyjne w stosunku do nieprzychylnej mu prasy, zaś w walce przejawiał tchórzostwo. Jedynym racjonalnym wytłumaczeniem dla niektórych, fatalnych w skutkach dla powstańców posunięć Skrzyneckiego byłby według historyka fakt jego zdrady, którego nigdy nie wykazano. Jedynym źródłem popierającym taką hipotezę miałaby być mało wiarygodna relacja Józefa Zaliwskiego.
Stefan Melak zwracał uwagę na zasługi Skrzyneckiego w bitwie pod Olszynką Grochowską, gdy „spisał się znakomicie, przejął dowództwo w krytycznym momencie tej bitwy”. Na obronę postawy naczelnego wodza podczas powstania wskazał, że generałowie rosyjscy zdobyli istotne doświadczenie w kampanii tureckiej 1828–1829; takiego doświadczenia brakowało polskim oficerom, Skrzynecki nigdy przed objęciem dowództwa w powstaniu nie kierował jednostką złożoną z kilku rodzajów wojska. Melak dodał, że plan Prądzyńskiego zakładający uderzenie na główny trzon armii Dybicza od tyłu był bardzo ryzykowny, a armia rosyjska posiadała zdecydowaną przewagę w artylerii, co mogło przyczyniać się do obawy Skrzyneckiego przed podjęciem decydującej bitwy.
Jerzy Mikke skrytykował wybór miejsca na stoczenie bitwy pod Ostrołęką, które ustawiało stronę polską w niekorzystnej pozycji ze względu na ułożenie terenu.
Czy Skrzynecki był bohaterem, czy też nieudolnym dowódcą? Nie ma na to prostej odpowiedzi. Był człowiekiem złożonym, popełniającym błędy, ale też zdolnym do wielkich czynów. Niewątpliwie jego nazwisko na zawsze wpisało się w karty historii Polski.